# كونزية صغيرة السداة
كونزية صغيرة السداة (الاسم العلمي:Kunzea micrantha) هي نوع من النباتات تتبع جنس الكونزية من فصيلة الآسية.